# حسن بله
حسن بله (انگلیسی: Hassan Balah; ۱ ژوئیهٔ ۱۹۴۲ – ۱۶ مارس ۲۰۱۷) بازیکن فوتبال اهل عراق بود.
وی همچنین در تیم ملی فوتبال عراق بازی کرده‌است.